# 6-Stunden-Rennen von São Paulo 2024

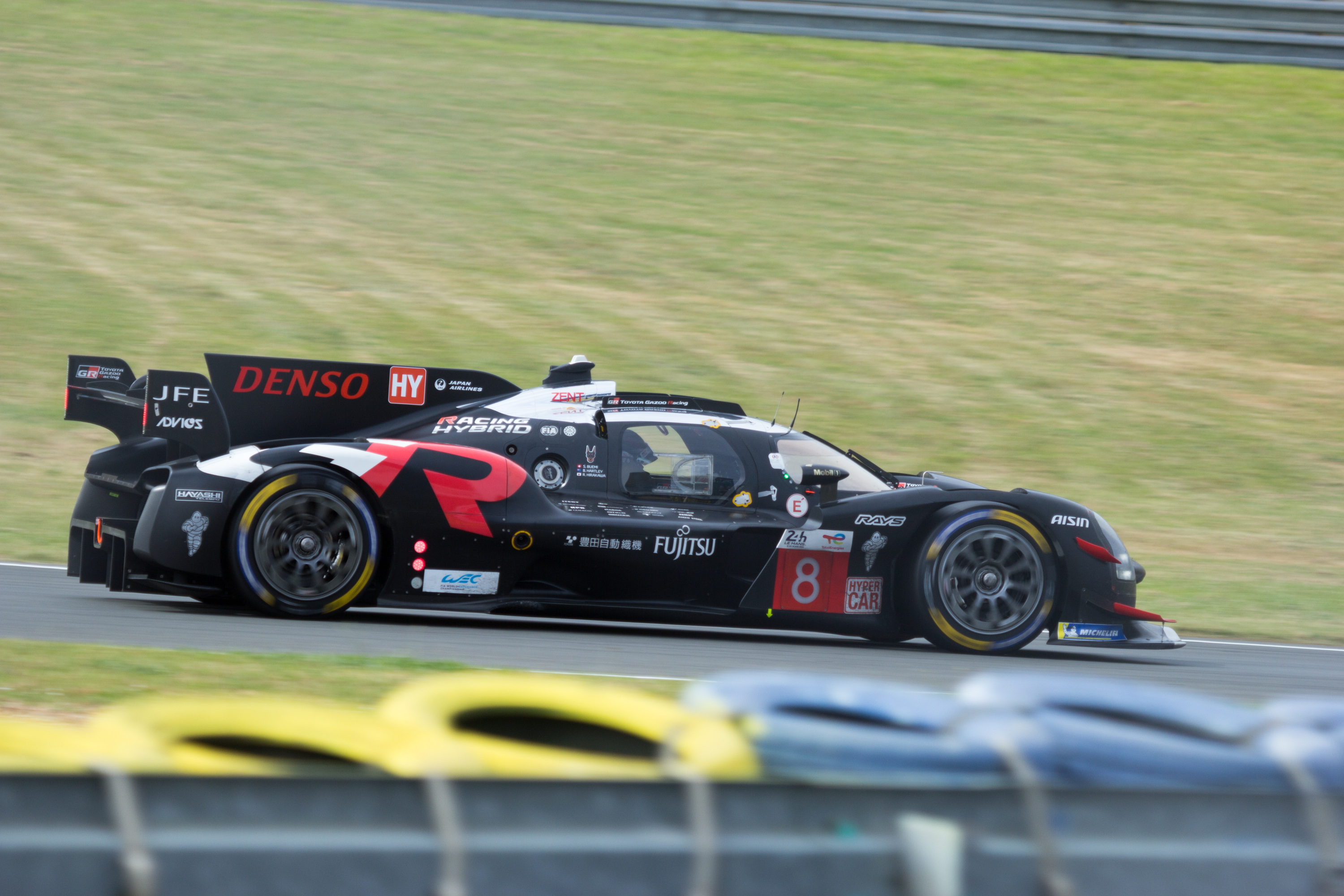
Der siegreiche Toyota GR010 Hybrid mit der Startnummer 8; hier beim 24-Stunden-Rennen von Le Mans 2024

Das 6-Stunden-Rennen von São Paulo 2024, auch 2024 6 Hours of São Paulo, fand am 14. Juli auf dem Autódromo José Carlos Pace statt und war der fünfte Wertungslauf der FIA-Langstrecken-Weltmeisterschaft dieses Jahres.

## Das Rennen
Obwohl die beiden Toyota GR010 Hybrid neben den Ferrari 499P die schwersten Hypercars im Feld waren, dominierten sie das Rennen in São Paulo. Eine Notreparatur am Wagen mit der Startnummer 7, die drei Minuten an zusätzlicher Boxenstoppzeit kostete, verhinderte einen Doppelsieg. Im Ziel hatte der siegreiche Toyota von Sébastien Buemi, Brendon Hartley und Ryō Hirakawa den Vorsprung von 1:08,811 Minuten auf den Porsche 963 mit der Startnummer 6, gefahren von Kévin Estre, André Lotterer und Laurens Vanthoor. Für Sébastien Buemi war es der 25 Gesamtsieg bei einem Rennen der FIA-Langstrecken-Weltmeisterschaft. 

## Ergebnisse

### Schlussklassement
| 1               | LMH   | 8   | Toyota Gazoo Racing       | Sébastien Buemi Brendon Hartley Ryō Hirakawa             | Toyota GR010 Hybrid              | 236 |
| 2               | LMH   | 6   | Porsche Penske Motorsport | Kévin Estre André Lotterer Laurens Vanthoor              | Porsche 963                      | 236 |
| 3               | LMH   | 5   | Porsche Penske Motorsport | Matt Campbell Michael Christensen Frédéric Makowiecki    | Porsche 963                      | 205 |
| 4               | LMH   | 7   | Toyota Gazoo Racing       | Mike Conway Kamui Kobayashi Nyck de Vries                | Toyota GR010 Hybrid              | 236 |
| 5               | LMH   | 51  | Ferrari AF Corse          | James Calado Antonio Giovinazzi Alessandro Pier Guidi    | Ferrari 499P                     | 236 |
| 6               | LMH   | 50  | Ferrari AF Corse          | Antonio Fuoco Miguel Molina Nicklas Nielsen              | Ferrari 499P                     | 235 |
| 7               | LMH   | 38  | Hertz Team Jota           | Jenson Button Philip Hanson Oliver Rasmussen             | Porsche 963                      | 235 |
| 8               | LMH   | 93  | Peugeot TotalEnergies     | Mikkel Jensen Nico Müller Jean-Éric Vergne               | Peugeot 9X8 2024                 | 235 |
| 9               | LMH   | 15  | BMW M Team WRT            | Dries Vanthoor Raffaele Marciello Marco Wittmann         | BMW M Hybrid V8                  | 235 |
| 10              | LMH   | 36  | Alpine Endurance Team     | Nicolas Lapierre Matthieu Vaxivière Mick Schumacher      | Alpine A424                      | 234 |
| 11              | LMH   | 83  | AF Corse                  | Robert Kubica Ye Yifei Robert Schwarzman                 | Ferrari 499P                     | 234 |
| 12              | LMH   | 35  | Alpine Endurance Team     | Paul-Loup Chatin Ferdinand Habsburg Charles Milesi       | Alpine A424                      | 234 |
| 13              | LMH   | 2   | Cadillac Racing           | Earl Bamber Alex Lynn                                    | Cadillac V-Series.R              | 234 |
| 14              | LMH   | 20  | BMW M Team WRT            | Sheldon van der Linde Robin Frijns René Rast             | BMW M Hybrid V8                  | 234 |
| 15              | LMH   | 99  | Proton Competition        | Julien Andlauer Neel Jani                                | Porsche 963                      | 234 |
| 16              | LMH   | 94  | Peugeot TotalEnergies     | Loïc Duval Paul di Resta Stoffel Vandoorne               | Peugeot 9X8 2024                 | 234 |
| 17              | LMH   | 63  | Lamborghini Iron Lynx     | Mirko Bortolotti ---- Daniil Kvjat Edoardo Mortara       | Lamborghini SC63                 | 234 |
| 18              | LMH   | 12  | Hertz Team Jota           | Will Stevens Callum Ilott Norman Nato                    | Porsche 963                      | 233 |
| 19              | LMGT3 | 92  | Manthey Pure Racing       | Klaus Bachler Alex Malykhin Joel Sturm                   | Porsche 911 GT3 R LMGT3          | 214 |
| 20              | LMGT3 | 27  | Heart of Racing Team      | Ian James Daniel Mancinelli Alex Riberas                 | Aston Martin Vantage AMR GT3 Evo | 213 |
| 21              | LMGT3 | 95  | United Autosports         | Hiroshi Hamaguchi Nico Pino Marino Satō                  | McLaren 720S GT3 Evo             | 213 |
| 22              | LMGT3 | 59  | United Autosports         | Nicolas Costa James Cottingham Grégoire Saucy            | McLaren 720S GT3 Evo             | 212 |
| 23              | LMGT3 | 46  | Team WRT                  | Valentino Rossi Ahmad Al Harthy Maxime Martin            | BMW M4 GT3                       | 212 |
| 24              | LMGT3 | 55  | Vista AF Corse            | François Hériau Simon Mann Alessio Rovera                | Ferrari 296 GT3                  | 212 |
| 25              | LMGT3 | 77  | Proton Competition        | Ben Barker Ryan Hardwick Zacharie Robichon               | Ford Mustang GT3                 | 212 |
| 26              | LMGT3 | 81  | TF Sport                  | Rui Andrade Charlie Eastwood Tom Van Rompuy              | Chevrolet Corvette Z06 GT3.R     | 212 |
| 27              | LMGT3 | 777 | D'Station Racing          | Marco Sørensen Erwan Bastard Clément Mateu               | Aston Martin Vantage AMR GT3 Evo | 212 |
| 28              | LMGT3 | 31  | Team WRT                  | Augusto Farfus Sean Gelael Darren Leung                  | BMW M4 GT3                       | 211 |
| 29              | LMGT3 | 87  | Akkodis ASP Team          | Takeshi Kimura José María López Esteban Masson           | Lexus RC F GT3                   | 211 |
| 30              | LMGT3 | 91  | Manthey EMA               | Richard Lietz Morris Schuring Yasser Shahin              | Porsche 911 GT3 R LMGT3          | 209 |
| 31              | LMGT3 | 88  | Proton Competition        | Dennis Olsen Mikkel Pedersen Christian Ried              | Ford Mustang GT3                 | 208 |
| 32              | LMGT3 | 60  | Iron Lynx                 | Matteo Cressoni Franck Perera Claudio Schiavoni          | Lamborghini Huracán GT3 Evo 2    | 208 |
| 33              | LMGT3 | 54  | Vista AF Corse            | Francesco Castellacci Thomas Flohr Davide Rigon          | Ferrari 296 GT3                  | 191 |
| Ausgefallen     |       |     |                           |                                                          |                                  |     |
| 34              | LMH   | 11  | Isotta Fraschini          | Carl Wattana Bennett Antonio Serravalle Jean Karl Vernay | Isotta Fraschini Tipo 6-C        | 149 |
| 35              | LMGT3 | 85  | Iron Dames                | Sarah Bovy Michelle Gatting Rahel Frey                   | Lamborghini Huracán GT3 Evo 2    | 139 |
| 36              | LMGT3 | 82  | TF Sport                  | Sébastien Baud Daniel Juncadella Hiroshi Koizumi         | Chevrolet Corvette Z06 GT3.R     | 133 |
| Nicht gestartet |       |     |                           |                                                          |                                  |     |
| 37              | LMGT3 | 78  | Akkodis ASP Team          | Clemens Schmid Kelvin van der Linde Arnold Robin         | Lexus RC F GT3                   | 1   |

1 Unfall im Training

### Nur in der Meldeliste
Zu diesem Rennen sind keine weiteren Meldungen bekannt.

### Klassensieger
| Klasse | Fahrer          | Fahrer          | Fahrer       | Fahrzeug                | Platzierung im Gesamtklassement |
| ------ | --------------- | --------------- | ------------ | ----------------------- | ------------------------------- |
| LMH    | Sébastien Buemi | Brendon Hartley | Ryō Hirakawa | Toyota GR010 Hybrid     | Gesamtsieg                      |
| LMGT3  | Klaus Bachler   | Alex Malykhin   | Joel Sturm   | Porsche 911 GT3 R LMGT3 | Rang 19                         |

### Hypercar-Balance-of-Performance
| Fahrzeug                        | Mindestgewicht | Max. Leistung | Max. Energiemenge pro Stint | Leistungsänderung ab 250 km/h | Hybridboost ab | Handicap Nachtanken |
| ------------------------------- | -------------- | ------------- | --------------------------- | ----------------------------- | -------------- | ------------------- |
| Cadillac V-Series.R (LMDh)      | 1039 kg (+ 3)  | 519 kW (+ 11) | 907 Megajoule (+ 7)         | - 1,5 %                       | –              | –                   |
| Ferrari 499P (LMH)              | 1060 kg (+ 17) | 503 kW (- 5)  | 905 Megajoule (+ 16)        | + 1,8 % (+ 3,8)               | 190 km/h       | 0,2 Sekunden        |
| Peugeot 9X8 2024 (LMH)          | 1051 kg (+ 4)  | 509 kW (+ 1)  | 909 Megajoule (+ 14)        | - 0,7 %                       | 190 km/h       | 0,2 Sekunden        |
| Porsche 963 (LMDh)              | 1051 kg (+ 9)  | 511 kW        | 908 Megajoule (+ 4)         | 0                             | –              | –                   |
| Toyota GR010 Hybrid (LMH)       | 1060 kg (+ 7)  | 506 kW (- 2)  | 912 Megajoule (+ 6)         | + 2,8 % (+ 1,9)               | 190 km/h       | 0,2 Sekunden        |
| BMW M Hybrid V8 (LMDh)          | 1044 kg (+ 5)  | 511 kW (+ 3)  | 908 Megajoule (+ 4)         | + 0,9 %                       | –              | –                   |
| Alpine A424 (LMDh)              | 1044 kg (+ 6)  | 515 kW (+ 9)  | 910 Megajoule (+ 7)         | - 1,3 % (- 2,2)               | –              | –                   |
| Lamborghini SC63 (LMDh)         | 1039 kg        | 518 kW        | 909 Megajoule (+ 5)         | - 1,0 % (+ 0,6)               | –              | –                   |
| Isotta Fraschini Tipo 6-C (LMH) | 1030 kg (- 18) | 519 kW (+ 5)  | 915 Megajoule               | - 0,9 % (+ 0,5)               | 190 km/h       | 0,2 Sekunden        |

### Renndaten
- Gemeldet: 37
- Gestartet: 36
- Gewertet: 33
- Rennklassen: 2
- Zuschauer: 73.000
- Wetter am Rennwochenende: warm und trocken
- Streckenlänge: 4,309 km
- Fahrzeit des Siegerteams: 6:01:02.554 Stunden
- Runden des Siegerteams: 238
- Distanz des Siegerteams: 1025,542 km
- Siegerschnitt: 181,800 km/h
- Pole Position: Kamui Kobayashi – Toyota GR010 Hybrid (#7) – 1:23,140 = 186,600 km/h
- Schnellste Rennrunde: Mike Conway – Toyota GR010 Hybrid (#7) – 1:24,801 = 182,900 km/h
- Rennserie: 5. Lauf zur FIA-Langstrecken-Weltmeisterschaft 2024